# Орлов Олександр Іванович
Орлов Олександр Іванович (18 (30) серпня 1873, Санкт-Петербург — 10 жовтня 1948, Москва) — російський і радянський диригент. Народний артист РРФСР (1944). Працював як оперний і симфонічний диригент в різних містах Росії і СРСР. Перший керівник Оркестру Всесоюзного радіокомітету.
Навчався грі на скрипці в Петербурзькій консерваторії у П. А. Краснокутського, диригування — у П. Ф. Юона в Берліні. З 1891 грав в різних оркестрах, з 1902 диригував Кубанським військовим симфонічним оркестром. З 1907 року працював симфонічним і оперним диригентом в містах південної Росії, в тому числі в оперному товаристві М. Максакова. У 1912—1917 роках — диригент симфонічного оркестру С. А. Кусевицького в Москві; одночасно здійснив ряд оперних постановок (1914—1924). У 1925-29 роках — головний диригент Київської державної опери, а 1927-29 — професор Київської консерваторії (серед учнів — Н. Г. Рахлін). У 1930—1937 рр. очолював Оркестр Всесоюзного радіокомітету; записувався (з 1934) з ним на пластинки. Орлов — перший виконавець багатьох творів радянських композиторів. Керував постановкою оперних спектаклів на радіо.